# The Occult Roots of Nazism
The Occult Roots of Nazism, abbreviazione di The Occult Roots of Nazism: The Ariosophists of Austria and Germany, 1890-1935, è un libro storico pubblicato da Nicholas Goodrick-Clarke nel 1985, con la prefazione di Rohan Butler, autore di The Roots of National Socialism nel 1941.
Il testo ripercorre i passaggi più significativo della diffusione dell'esoterismo in Germania e Austria dal 1800 a tutta la Seconda Guerra Mondiale, basandosi sulla dissertazione di dottorato di Clarke intitolata The ariosophists of Austria and Germany 1890-1935: Reactionary political fantasy in relation to social anxiety ("Gli ariosofi dell'Austria e della Germania fra il 1890 e il 1935: fantasia politica reazionaria in relazione all'ansia sociale").
Fu tradotto in dodici lingue, fra le quali spagnolo, francese, polacco, italiano, russo, ceco, tedesco e greco. Dopo una serie continua di ristampe, fu riproposto in formato tascabile dall'New York University Press nel '92 e dall'editore I.B. Tauris.
L'edizione tedesca presenta una prefazione e un saggio aggiuntivo Nationalsozialismus und Okkultismus ("nazionalsocialismo e occultismo") a cura di HT Hakl.

## Storia editoriale
Il titolo esatto del libro è cambiato nell'edizione del 1992. Le edizioni in lingua straniera sono anche (parzialmente) elencate:
Nicholas Goodrick-Clarke 1985: The Occult Roots of Nazism: The Ariosophists of Austria and Germany, 1890-1935, Wellingborough, England: The Aquarian Press. ISBN 0-85030-402-4.
1992: The Occult Roots of Nazism: Secret Aryan Cults and Their Influence on Nazi Ideology, New York: New York University Press ISBN 978-0-8147-3060-7
2004: The Occult Roots of Nazism: Secret Aryan Cults and Their Influence on Nazi Ideology, (Expanded with a new Preface) I.B. Tauris & Co. ISBN 1-86064-973-4.
Spanish edition 2005: Las Oscuras Raíces del Nazismo. Buenos Aires: Editorial Sudamericana ISBN 9789500726603
French edition 1989: Les racines occultistes du nazisme: Les Aryosophistes en Autriche et en Allemagne 1890-1935 ISBN 2-86714-069-2.
Russian edition 1993: Оккультные корни нацизма
German edition 1997:  Die okkulten Wurzeln des Nationalsozialismus. Graz, Austria: Stocker ISBN 3-7020-0795-4.
2. German edition 2000: Graz: Stocker ISBN 3-7020-0795-4.
3. German edition 2004: Wiesbaden: Marix-Verlag ISBN 3-937715-48-7.
Greek edition 2006: ΟΙ ΑΠΟΚΡΥΦΙΣΤΙΚΕΣ ΡΙΖΕΣ ΤΟΥ ΝΑΖΙΣΜΟΥ ISBN 960-8345-85-5
Czech edition 1998: Okultní kořeny nacismu: Rakouští a němečtí ariosofisté 1890-1935: Tajné árijské kulty a jejich vliv na nacistickou ideologii. Prague: Votobia ISBN 978-80-7220-023-8
2. Czech edition 2005: Okultní kořeny nacismu: Tajné árijské kulty a jejich vliv na nacistickou ideologii. Prague: Eminent ISBN 80-7281-278-5
Polish edition 2001: Okultystyczne źródła nazizmu. Warsaw: Bellona ISBN 978-83-11117-31-0
2. Polish edition 2011: Okultystyczne źródła nazizmu. Warsaw: Aletheia ISBN 978-83-61182-48-1